# Пеньяс-де-Сан-Педро
Пеньяс-де-Сан-Педро (ісп. Peñas de San Pedro) — муніципалітет в Іспанії, у складі автономної спільноти Кастилія-Ла-Манча, у провінції Альбасете. Населення — 1311 осіб (2010).
Муніципалітет розташований на відстані близько 240 км на південний схід від Мадрида, 31 км на південний захід від Альбасете.
На території муніципалітету розташовані такі населені пункти: (дані про населення за 2010 рік)
- Каса-Каньєте: 18 осіб
- Фонтанар-де-лас-Віньяс: 47 осіб
- Ла-Фуенсанта: 39 осіб
- Пеньяс-де-Сан-Педро: 1049 осіб
- Ла-Солана: 158 осіб

## Демографія
Динаміка населення (INE ):

## Галерея зображень

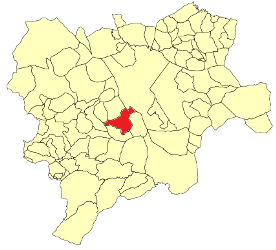
Розташування муніципалітету у провінції Альбасете
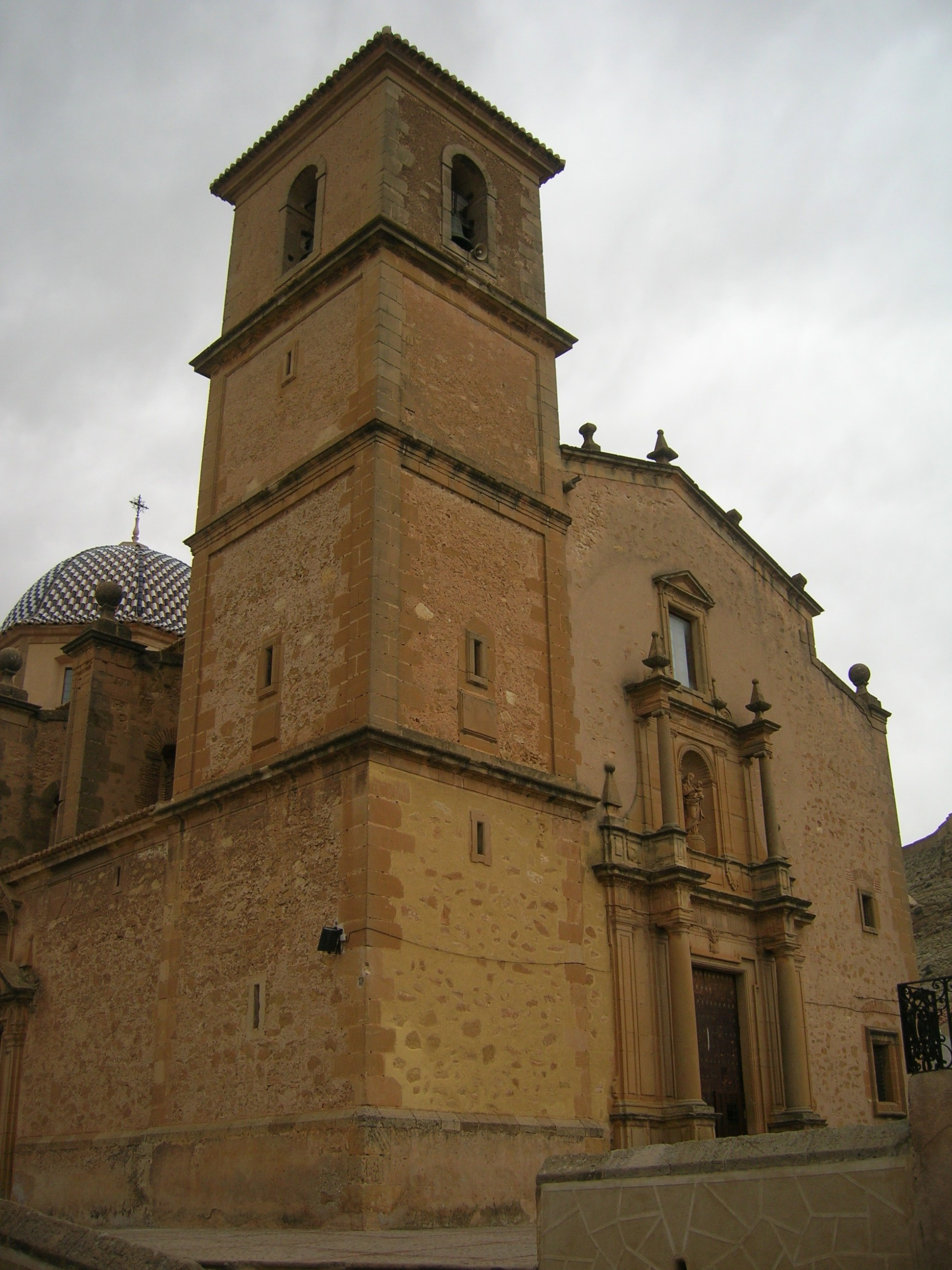
Церква Нуестра-Сеньйора-де-ла-Есперанса, Пеньяс-де-Сан-Педро